# Guanlu (köpinghuvudort i Kina, Zhejiang Sheng, lat 28,83, long 120,66)
Guanlu (kinesiska: 官路, 官路镇, 石井) är en köpinghuvudort i Kina. Den ligger i provinsen Zhejiang, i den östra delen av landet, omkring 160 kilometer söder om provinshuvudstaden Hangzhou. Antalet invånare är 15 986. Befolkningen består av 7 818 kvinnor och 8 168 män. Barn under 15 år utgör 23,0 %, vuxna 15-64 år 65 %, och äldre över 65 år 11,0 %.
Runt Guanlu är det ganska tätbefolkat, med 166 invånare per kvadratkilometer. Närmaste större samhälle är Xianju, 7,5 km öster om Guanlu. I omgivningarna runt Guanlu växer i huvudsak blandskog.
Genomsnittlig årsnederbörd är 2 402 millimeter. Den regnigaste månaden är juni, med i genomsnitt 411 mm nederbörd, och den torraste är januari, med 67 mm nederbörd.